# Jan Ciechanowski (przemysłowiec)
Jan Jakub Ciechanowski (ur. 1796 w Warszawie, zm. 1884 tamże) – polski ziemianin i przemysłowiec pochodzenia żydowskiego, związany z Zagłębiem Dąbrowskim.

## Życiorys
Syn Jakuba i Anny z Ryxów. Był żonaty z Pauliną Marianną Klarą Jasińską. Z małżeństwa tego pochodził Stanisław Ciechanowski – ojciec dyplomaty i ekonomisty Jana Marii Włodzimierza Ciechanowskiego.
W latach 1818–1856 pracownik administracji Królestwa Polskiego, był rzeczywistym radcą stanu dyrekcji wydziału Skarbu Państwa. Wielokrotnie odznaczany. W 1847 uzyskał szlachectwo i otrzymał herb Skarbień.
Na początku lat 40. XIX wieku nabył dobra w Grodźcu pod Będzinem, gdzie rozpoczął zakrojoną na szeroką skalę działalność gospodarczą. W 1857 uruchomił pierwszą w Królestwie Polskim i piątą na świecie wytwórnię cementu. Wybudował pałac Ciechanowskich w Grodźcu.
Prowadził działalność gospodarczą również w Sławkowie, gdzie m.in. wydobywał wapień, założył drugą fabrykę cementu (działającą do 1867), eksploatował galman w kopalniach Leonidas i Kozioł oraz prowadził poszukiwania węgla kamiennego.
Pochowany w Grodźcu.